# Mistrzostwa Ameryki Północnej i Oceanii w Łyżwiarstwie Szybkim 2013
15. Mistrzostwa Ameryki Północnej i Oceanii w Łyżwiarstwie Szybkim odbyły się w dniach 12–13 stycznia 2013 roku w Salt Lake City (Stany Zjednoczone). Zawodnicy startowali na dystansie 500, 1500, 5000 i 10000 metrów, a zawodniczki 500, 1500, 3000 i 5000.
Tytuły mistrzowskie zdobyli Kanadyjczyk Lucas Makowsky oraz Kanadyjka Ivanie Blondin.

## Wyniki

### Mężczyźni
- DNS - nie wystartował, NC - nie zakwalifikował się

| Pozycja | Zawodnik           | 500 m        | 5000 m       | 1500 m       | 10000 m      | Suma pkt. |
| ------- | ------------------ | ------------ | ------------ | ------------ | ------------ | --------- |
| 01 !    | Lucas Makowsky     | 36,70 (2)    | 6.29,77 (2)  | 1.46,88 (1)  | 13.51,51 (5) | 152,878   |
| 02 !    | Jonathan Kuck      | 37,26 (5)    | 6.25,53 (1)  | 1.49,63 (7)  | 13.36,73 (1) | 153,192   |
| 03 !    | Joey Mantia        | 36,45 (1)    | 6.37,50 (8)  | 1.47,80 (6)  | 13.54,13 (6) | 153,839   |
| 4.      | Jordan Belchos     | 38,09 (12)   | 6.33,99 (6)  | 1.49,13 (6)  | 13.39,85 (2) | 154,857   |
| 5.      | Alec Janssens      | 37,63 (9)    | 6.36,33 (7)  | 1.48,71 (3)  | 13.59,36 (7) | 155,467   |
| 6.      | Emery Lehman       | 37,63 (9)    | 6.36,33 (7)  | 1.48,71 (3)  | 13.59,36 (7) | 155,467   |
| 7.      | Patrick Meek       | 38,72 (14)   | 6.29,79 (3)  | 1.51,66 (12) | 13.44,07 (3) | 156,122   |
| 8.      | Paul Dyrud         | 37,45 (7)    | 6.38,48 (9)  | 1.49,00 (5)  | 14.12,14 (8) | 156,238   |
| 9.      | Shane Dobbin       | 37,75 (11)   | 6.32,35 (4)  | 1.48,75 (4)  |              | 113,235   |
| 10.     | Justin Warsylewicz | 36,94 (3)    | 6.41,82 (10) | 1.50,57 (9)  |              | 113,978   |
| 11.     | Stefan Waples      | 37,42 (6)    | 6.42,16 (11) | 1.50,80 (10) |              | 114,569   |
| 12.     | Nick Goplen        | 37,66 (10)   | 6.49,79 (12) | 1.53,03 (14) |              | 116,315   |
| 13.     | Nick Frank         | 37,16 (4)    | 6.57,43 (13) | 1.52,40 (13) |              | 116,369   |
| 14.     | Mark Jackson       | 37,52 (8)    | 7.05,38 (15) | 1.51,09 (11) |              | 117,088   |
| 15.     | Reyon Kay          | 1.09,34 (15) | 7.01,72 (14) | NS           |              | 111,512   |

### Kobiety
- DNS - nie wystartowała, NC - nie zakwalifikowała się

| Pozycja | Zawodniczka        | 500 m      | 3000 m       | 1500 m       | 5000 m      | Suma pkt. |
| ------- | ------------------ | ---------- | ------------ | ------------ | ----------- | --------- |
| 01 !    | Ivanie Blondin     | 39,72 (2)  | 4.10,27 (2)  | 1.59,78 (4)  | 7.12,92 (1) | 164,649   |
| 02 !    | Brittany Schussler | 39,95 (4)  | 4.10,23 (1)  | 1.57,51 (1)  | 7.20,40 (3) | 164,865   |
| 03 !    | Kali Christ        | 39,59 (1)  | 4.15,82 (4)  | 1.57,62 (2)  | 7.26,27 (4) | 166,059   |
| 4.      | Anna Ringsred      | 39,72 (3)  | 4.16,59 (6)  | 1.59,06 (3)  | 7.30,01 (5) | 167,172   |
| 5.      | Maria Lamb         | 40,93 (7)  | 4.16,16 (5)  | 2.01,67 (6)  | 7.19,58 (2) | 168,137   |
| 6.      | Jilleanne Rookard  | 40,12 (5)  | 4.15,09 (3)  | 2.01,46 (5)  | 7.35,01 (7) | 168,622   |
| 7.      | Victoria Spence    | 41,97 (10) | 4.19,63 (8)  | 2.05,13 (9)  | 7.32,54 (6) | 172,205   |
| 8.      | Petra Acker        | 41,90 (9)  | 4.20,47 (9)  | 2.03,50 (7)  | 7.40,77 (8) | 172,554   |
| 9.      | Sarah Gregg        | 41,25 (8)  | 4.26,00 (11) | 2.04,19 (8)  |             | 126,979   |
| 10.     | Lauren McGuire     | 42,57 (12) | 4.19,09 (7)  | 2.05,80 (10) |             | 127,684   |
| 11.     | Nancy Swider-Peltz | 42,40 (11) | 4.25,02 (10) | 2.05,90 (11) |             | 128,536   |
| 12.     | Kelly Gunther      | 40,35 (6)  | 4.39,05 (12) | 2.06,11 (12) |             | 128,894   |